# 全国暴力追放運動推進センター
全国暴力追放運動推進センター（ぜんこくぼうりょくついほううんどうすいしんセンター）は、暴力団のいない安全で明るく住みよい社会の実現を目指しつつ、暴力団員による不当な行為と被害の防止を図ることを目的とした団体。全国暴追センターともいう。

## 概要
1992年6月の環境と開発に関する国際連合会議（UNCED）において、21世紀に向け持続可能な開発を実行すべき人類の行動計画「アジェンダ21」が取りまとめられた。これには社会的・経済的格差の問題、限りある開発資源の保護と管理、主たるグループの役割とその強化、及び多数の側面に対する実施手段（実行手段）が推進されるが、偽善行為等に関する対策は図られていないため、その実施手段の間隙に慈善行為を偽る暴力団の活動が懸念されている。
社会の暴力団排除気運の高まりと規制強化により暴力団は孤立しつつあり、社会情勢の変化に適応して資金獲得活動を多様化させて組織の実態を隠ぺいし、企業活動を装ったり、政治活動等を標榜する巧妙な手段で経済社会に介入している。暴力団の構成員及び準構成員の数は、2006年末で約8万4700人と前年度から10年ぶりに緩やかに減少している傾向が認められる一方、統計が残る1958年以降初めて、準構成員の数が構成員を上回り、実態の不透明化と多様化する傾向をみせている。

暴力追放運動推進センターは、暴力追放運動の効果的な推進を図り、不当な行為の防止とこれによる被害の救済に寄与し、かつ暴力団員を1人でも多く組織から離脱させ、離脱希望者の社会復帰を促進させることを目的として設立された公益法人である。その指定は、各都道府県については、各都道府県公安委員会が「都道府県暴力追放運動推進センター」として指定することができ、全国レベルの組織としては、国家公安委員会が１つ「全国暴力追放運動推進センター」として指定することとされ、1992年12月、財団法人全国防犯協会連合会が「全国暴力追放運動推進センター」として指定された。当センターは、暴力団員及び利害関係者からの不当要求は断固拒否すべきと要求している。

## 暴力団の特徴と傾向
近年の暴力団は組事務所から代紋、看板等を撤収することもあり、営利活動は名簿等に構成員の氏名を記載せず、暴力団の名刺を使用しないなど、組織の実態に関する事実を隠ぺいする傾向が強まっている。また、活動形態においても、政治的活動や社会的活動、宗教的活動を偽装、標榜する不透明化の傾向が顕著に現れている。自己利益を優先するため、従来の資金源である覚醒剤、賭博などに加え、一般市民や企業、行政機関に対する不当要求や犯罪を敢行するなど、資金獲得活動を多様化させており、善意を伴う特定非営利活動法人（NPO法人）は格好の隠れ蓑とされた。内閣府は、肩書きを利用した架空請求詐欺や募金詐欺等、名称に関する宣伝については監視・監督情報を公開することで対応している。

団体組織は、六代目山口組、稲川会、住吉会が全体の7割以上占め、大規模暴力団による組織勢力の寡占化が続き、また、判明している構成員の総数が緩やかに減少していることに対し、犯罪件数は反対に増加しており、不透明かつ多様化した組織行動の巧妙さが認められている。また、従来の資金源である拳銃や覚醒剤の密輸、外国人の不法入国に関与、不良外国人と結託して犯罪を敢行した事例の増加はもとより、希少生物や木材など環境保護のため、費用を内部化した高額商材類を低コストで密輸入することで不当な利益を得ていることが国際的なNGOなどから指摘されている。

## 暴力追放運動推進センターの役割
全国暴力追放運動推進センター（全国センター）は、暴力団員による不当な行為の防止等に関する法律の第32条において次の役割が定められている。
- 暴力団員による不当な行為の予防に関する知識の普及及び思想の高揚を図るための2以上の都道府県の区域における広報活動を行うこと。
- 暴力追放相談委員その他都道府県センターの業務を行う者に対する研修を行うこと。
- 少年の健全な育成に及ぼす暴力団の影響その他の暴力団の市民生活に与える影響に関する調査研究を行うこと。
- 都道府県センターの事業について、連絡調整を行うこと。

同法31条で定められた都道府県暴力追放運動推進センター（都道府県センター）の役割は次の通り。
- 暴力団員による不当な行為の予防に関する知識の普及及び思想の高揚を図るための広報活動を行うこと。
- 暴力団員による不当な行為の予防に関する民間の自主的な組織活動を助けること。
- 暴力団員による不当な行為に関する相談に応ずること。
- 少年に対する暴力団の影響を排除するための活動を行うこと。
- 暴力団から離脱する意志を有する者を助けるための活動を行うこと。
- 公安委員会の委託を受けて第14条第2項の講習を行うこと。
- 不当要求情報管理機関（不当要求に関する情報の収集及び事業者に対する当該情報の提供を業とする者をいう。）の業務を助けること。
- 暴力団員による不当な行為の被害者に対して見舞金の支給、民事訴訟の支援その他の救援を行うこと。
- 風俗営業等の規制及び業務の適正化等に関する法律第38条に規定する少年指導委員に対し第四号 の事業の目的を達成するために必要な研修を行うこと。
- 前各号の事業に附帯する事業

同法律において暴力団とは、「その団体の構成員が集団的又は常習的に暴力的不法行為等を行うことを助長するおそれのある団体」のことをいう。